# Percolestus
Percolestus is een geslacht van kevers uit de familie van de loopkevers (Carabidae). De wetenschappelijke naam van het geslacht is voor het eerst geldig gepubliceerd in 1892 door Sloane.

## Soorten
Het geslacht Percolestus is monotypisch en omvat slechts de volgende soort:
- Percolestus blackburni Sloane, 1892